# Рубио, Ноэми
Ноэми Рубио Хиль (исп. Noemí Rubio Gil; 7 декабря 1983, Сабадель, Барселона, Каталония) — испанская футболистка, игравшая на позиции полузащитницы.

## Биография

### Ранние годы и «Эспаньол»
Ноэми — воспитанница каталонского футбола, в 1992—1993 годах занималась в школе «Сала Менендез Пидаль» из Оспиталет-де-Льобрегата, а с 1993 по 2001 годы выступала за юношескую команду «Барселоны». В 2001 году начала выступать за «Сабадель», с которым одержала победу в Кубке Рейны 2003 года, финишировав перед этим в чемпионате на втором месте. С сезона 2005/06 годов выступает за «Эспаньол», с которым сразу же выиграла чемпионат и Кубок Рейны, но больше ей с командой ничего на национальном уровне выиграть пока не удалось, однако на её счету четыре подряд Кубка Каталонии (2005—2008).

### Скандал с предательством
13 мая 2009 года, в бытность игроком «Эспаньола», Ноэми Рубио появилась в окрестностях «Местальи», где проводился финал мужского кубка Испании между «Атлетиком» из Бильбао и «Барселоной», в сине-гранатовой символике. После того, как фотографии с Ноэми в цветах враждебного клуба появились в Интернете, представители «Эспаньола» заявили о том, что этим футболистка продемонстрировала полное неуважение к их команде. Контракт с «Эспаньолом», который у Ноэми истекал летом 2009 года, продлевать руководство после этого не пожелало. Следующий сезон Ноэми начала в составе женской «Барселоны».

### Завершение карьеры
В течение двух сезонов Ноэми играла в составе «блауграны». В 2011 году завоевала Кубок Испании, после чего объявила о завершении карьеры из-за проблем со здоровьем.

## Достижения

### Командные
Как игрока «Сабаделя»:
- Чемпионат Испании:
  - Второе место: 2003/04
- Кубок Рейны:
  - Победитель: 2003
  - Второе место: 2004

Как игрока «Эспаньола»:
- Чемпионат Испании:
  - Победитель: 2005/06
  - Второе место: 2006/07
- Кубок Рейны:
  - Победитель: 2006
  - Второе место: 2007
- Кубок Каталонии:
  - Победитель: 2005, 2006, 2007, 2008

Как игрока «Барселоны»:
- Кубок Испании:
  - Победитель: 2010/11